# Kostel svatého Petra a Pavla (Mnichov)
Kostel svatého Petra a Pavla je římskokatolický filiální (dříve farní) kostel v Mnichově v okrese Cheb v Karlovarském kraji. Od roku 1963 je kostel chráněn jako kulturní památka.

## Historie
Podle některých zpráv dnešní poloha Mnichova navazuje na starší osídlení z 12. století, jehož jádrem byl poutní kostelík svatého Siarda, či spíše kaple s poustevnou. Toto starší osídlení však mělo zaniknout důsledkem moru. O tomto tvrzeni však nejsou jasnější doklady. Samotná kaple byla zdrojem mnoha pověstí. Stavbu tvořila obdélná loď o přibližné délce 17 m a šířce 11,5 m, na loď na východní straně navazoval presbytář s půlkruhovým zakončením. Presbytář dosahoval délky asi 9 m a šířky 9,5 m. Z kaple svatého Siarda, vzdálené asi 800 metrů západně od současného kostela, zbyly jen rozvalené kamenné základy a po poustevně není již ani stopy.
Na místě dnešního kostela stál původně dřevěný kostel již ve 13. století, zasvěcený apoštolům Petrovi a Pavlovi. Jeho původní podoba není známa. Kostel byl přestavěný a doplněný o zděné konstrukce roku 1320. Již někdy před rokem 1384 se kostel stal farním. Do farnosti patřily až do roku 1784 obce Rájov, Sítiny, Číhaná, Bohuslav, Popovice, Louka a část Pramenů. V roce 1609 byla dřevěná věž nahrazena zděnou se zvonicí. V průběhu třicetileté války byl kostel roku 1632, 1635 a 1647 opakovaně poškozen a chátral.
V roce 1710 byla naproti hlavnímu vchodu do kostela postavena rozlehlá, jednopatrová budova fary v barokním slohu. Fara byla v následujících letech upravována. V roce 1794 byly v areálu farnosti postaveny nové hospodářské budovy a po požáru v roce 1860 došlo i na přístavbu druhého podlaží.
Chátrání kostela vyústilo v jeho kompletní přestavbu. Ta byla zahájena roku 1719 a trvala šest let. Probíhala za opata Raymunda Wilferta II. a byla dokončena za jeho následníka Raymunda III. Šimonovského. Menší úpravy probíhaly po celé 18. století. Cibulovou střechou byla zakryta věž roku 1809. Další renovace proběhla roku 1860, kdy dostal kostel nový oltář, dílo Josefa Schmida z Prahy, a nový oltářní obraz se svatým Petrem a Pavlem od Viléma Kandlera z Prahy. V roce 1905 vyzdobil František Urban z Prahy kostel novými nástropními freskami. V roce 1954 byla provedena generální oprava věže. K menším úpravám došlo roku 1955.
U kostela při apsidě je umístěna socha svatého Jana Nepomuckého z roku 1880, která dříve stávala v místě zvonice původního kostela. Teprve později byla socha posunuta až ke kostelní zdi.
V roce 2017 byla po šesti letech dokončena oprava završení věže kostela.

## Stavební podoba
Kostel stojí na návrší při západním okraji městyse a je jeho dominantou. Protože nestojí v centru obce, prostor před kostelem vytváří druhou náves. V blízkosti stojí bývalá fara, kostel obklopuje zrušený a zpustlý starý mnichovský hřbitov, na kterém se pohřbívalo do roku 1895. Z hřbitova se dochovala pouze skupina náhrobků západně od kostela. Orientace mnichovského kostela je mírně vychýlená presbytářem k jihovýchodu. Loď se zkosenými rohy je dlouhá 27 metrů a široká 19 metrů. Fasáda je členěna lizénami, loď prosvětlují okna ve dvou patrech. V přízemí jsou okna elipsovitá, v patře půlkruhově uzavřená. Loď je na západní straně prodloužena o kruchtový přístavek. Na východní straně na loď nasedá trojboce uzavřený presbytář. Presbytář je dlouhý 9 metrů a široký 11 metrů. Interiér presbytáře je osvětlen okny ve dvou patrech. V přízemí jsou okna s půlkruhovým záklenkem, v patře jsou elipsovitá. Také presbytář je členěn lizénami. Presbytář je valbově zastřešen, v interiéru kryt valenou klenbou s trojúhelníkovými výsečemi. K presbytáři je na severní straně přistavěna sakristie odkud vede přístup na kazatelnu.
Sakristie je zastřešena pultově. Přístavek má ve své západní stěně a na jižní straně kostelní věž. Věž stojí na čtvercovém půdorysu o rozměru 6,5x6,5 m. Zdi věže jsou v exteriéru členěny nástěnnými pilastry. V jižní stěně věže jsou v exteriéru niky pro umístění soch svatých, tvaru a velikosti oken s půlkruhovými záklenky. V úrovni vrcholové římsy lodi kostela je zdivo věže opatřeno profilovanou římsou, která odděluje spodek věže od jejích vrcholových partií se zvonicí. Také vrcholová část věže je členěna nástěnnými pilastry. Přízemí věže je přístupné vlastním vchodem z exteriéru ve východní stěně věže. Patrové části věže jsou přístupné točitým schodištěm. Věž je kryta cibulovitou střechou, jejíž vrcholová část byla opravena v roce 2017.
V jižní stěně je vstup do kostela, který má ryze praktický účel. Kostel je totiž k obci otočen presbytářem a vstup ze západní strany by znamenal pro věřící obcházení celé stavby. Proto byl zřejmě vstup z jižní strany více využíván, než vstup ze západu z přízemí kruchtového přístavku.

## Interiér

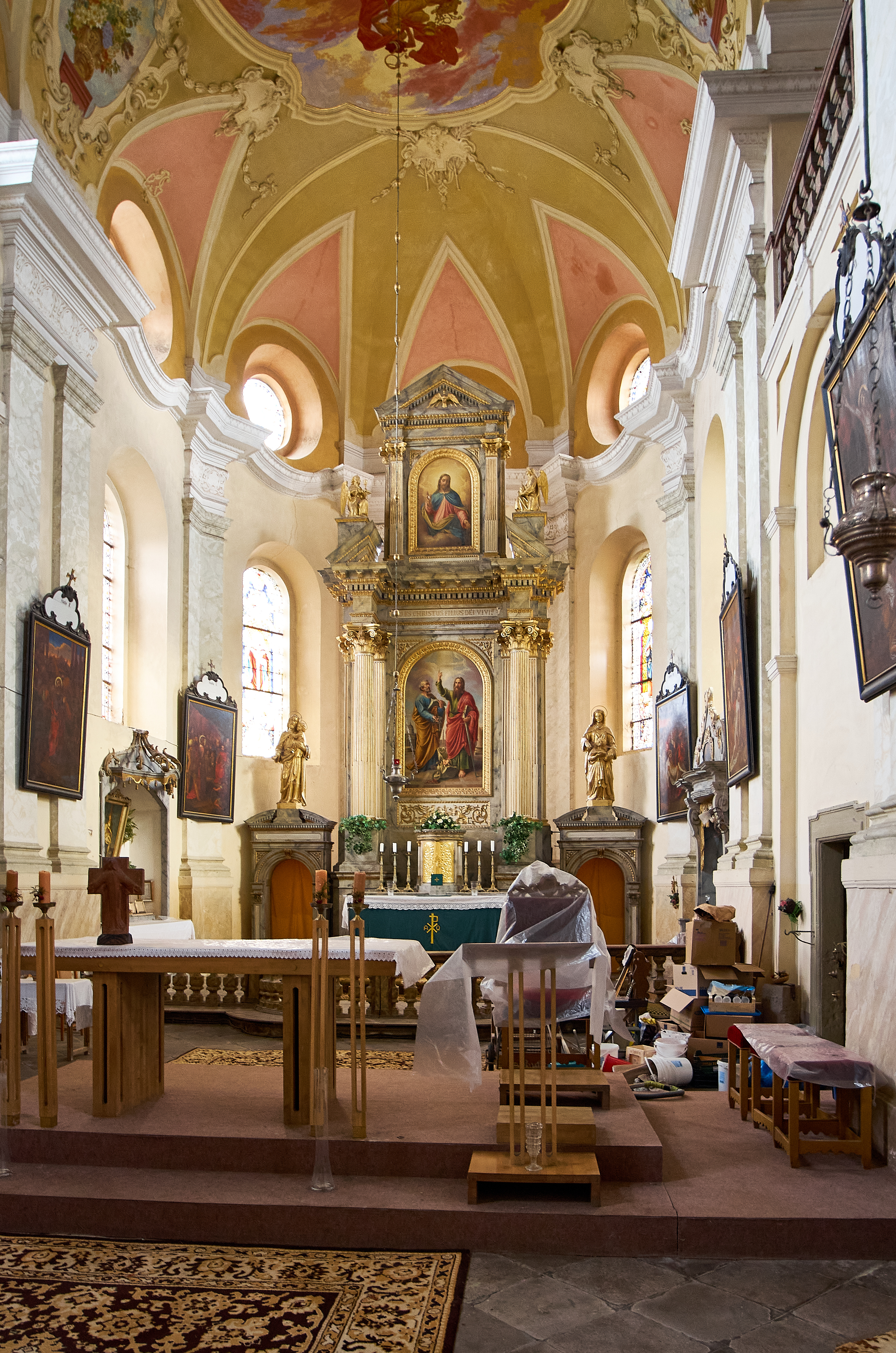
Interiér kostela

Výrazným prvkem v interiéru je kazatelna s bohatou barokní dřevořezbou. Je starší než kostel a pochází ze zrušeného klášterního kostela svatého Václava v Chotěšově. Do kostela byla přemístěna po zrušení chotěšovského kláštera v roce 1782.
Celé přízemí má křížovou klenbu. Figurálně bohaté nástropní malby provedl v roce 1905 pražský malíř František Urban. V presbytáři je freska Oslava knížete apoštolů, v hlavní chrámové lodi je freska Odevzdání klíčů sv. Petrovi a  Obrácení sv. Pavla. V klínech na vítězných obloucích jsou obrazy s alegorickými výjevy. Na obrazech je malířova signatura.
V kostele se nachází zajímavá křtitelnice z roku 1755, vyrobená z místního serpentinitu.
Varhany pocházející z roku 1898 mají jednoduché třídílné průčelí a zdobí je znak tepelského opata Alfreda Ambrože Clementso.

### Oltáře
Původní malý hlavní oltář z roku 1769, který byl darem mnichovských občanů, byl při renovaci kostela odstraněn a nahrazen podstatně větším, novobarokním. Oltářní obraz apoštolů svatého Petra a Pavla jako patronů kostela je mistrovským dílem Viléma Kandlera. Tabernákl na oltářní menze má sloh antické kopulovité stavby. Postranní oltáře svatého Jana Nepomuckého, Matky Boží z Chlumu svaté Maří, Matky Boží se zaskleným obrazem, Nejsvětější Trojice a oltář svatého Kříže jsou barokní a patří k původnímu zařízení kostela.

### Zvony
Kostel měl původně tři zvony, jeden velký byl z roku 1539. Dva menší zvony z roku 1606 ulil zvonař Georg Albrecht z Ostrova nad Ohří. Dochoval se jen jeden ze zvonů z roku 1606, který visí ve zvonici kostela. Dva zbývající zvony byly 23. září 1916 sejmuty a zrekvírovány pro válečné účely. Ze stejného důvodu byl 28. února 1918 byl odstraněn také tzv. umíráček.

### Krypta
Pod kostelem se nachází krypta, která byla užívána k pohřbívání už od roku 1784. Její součástí je také kostnice. Prostor je vyzděn z lomového kamene a sklenut systémem valených kleneb z cihel. V kryptě jsou uložena těla dospělých jedinců i dětí převážně z 18. století. V kryptě je suché prostředí a ve spojení s odvětráním zde uložená těla netlela, nýbrž probíhala jejich přirozená mumifikace. Dochovalo se zde asi 50 zachovalých dubových rakví s mumiemi.